# 克里斯·芒克
克里斯蒂安·芒克（英語：Christian Munk，1967年8月5日—），美国NBA联盟前职业篮球运动员。